# كاين فنسنت-يونغ
كاين فنسنت-يونغ (بالإنجليزية: Kane Vincent-Young) هو لاعب كرة قدم بريطاني في مركز ظهير ‏، ولد في 15 مارس 1996 في حي كامدين في لندن في المملكة المتحدة. لعب مع توتنهام هوتسبير وكولتشستر يونايتد.

## وصلات خارجية
- كاين فنسنت-يونغ على موقع قاعدة بيانات كرة القدم.إي يو (الإنجليزية)
- كاين فنسنت-يونغ على موقع Soccerbase.com (لاعب) (الإنجليزية)